# Refraktiv kirurgi
Refraktiv kirurgi er en korrektion af synsfejl ved at korrekt vis at forandre øjets forbindelse mellem hornhinde og nethinde.

## Formål
Med refraktiv kirurgi kan man foretage øjenoperationer, som har som mål, at patienten undgår at bruge kontaktlinser eller briller. Refraktiv kirurgi kaldes også LASIK. Man laserbehandler øjet med computerstyrede metoder, såsom LASEK/ELSA, LASIK eller Small Incision Lenticular Extraction. Alternativt bruger man også andre metoder såsom med RLE operation eller lign.